# Juan III de Brabante

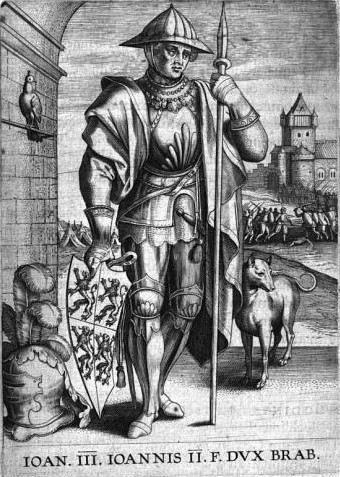
Juan III de Brabante según un grabado de finales del

Juan III de Brabante, llamado el Triunfante (1300 - Bruselas, 1355), duque de Brabante y de Limburgo desde 1312 a su muerte, fue hijo de Juan II, duque de Brabante y de Limburgo, y de Margarita de Inglaterra.

## Inicios del reinado
Los comienzos de su gobierno, con sólo trece años, estuvieron marcados por el descontento de la población debido a que los bienes que los brabanzones tenían en el extranjero estaban siendo embargados a causa de las enormes deudas contraídas por su padre y ante el temor de no poder cobrarlas. Además, los consejeros del joven duque se mostraban reacios a aceptar los términos de la Carta de Kortenberg por la que su padre en el lecho de muerte había otorgado a los ciudadanos ciertos derechos y privilegios, mientras la peste asolaba el país. Finalmente los estados del ducado acordaron en 1313 satisfacer las deudas del duque mediante un impuesto sobre las ciudades y abadías a cambio de nuevos privilegios. 
Con quince años contrajo matrimonio con María de Évreux, hija de Luis de Francia, conde de Évreux e hijo del rey Felipe el Atrevido, y de Margarita de Artois, matrimonio concertado en 1311 por su padre buscando la aproximación a Francia.

## Guerra con los Estados vecinos
En 1325 hubo de hacer frente a Juan I de Bohemia, conde de Luxemburgo, que reclamaba la herencia de parte del territorio brabantino.  La situación se complicó cuando acogió en Lovaina a Roberto de Artois, que había huido de Francia. El rey Felipe VI de Francia exigió la entrega del fugitivo o su expulsión del país, a lo que Juan se negó. En represalia, Felipe VI, que había intentado mediar en el conflicto con el rey de Bohemia, promovió ahora una coalición de todos los estados vecinos contra el brabanzón. En 1333 la coalición invadió Brabante  oponiéndose a ella con determinación aunque inferior en número Juan II.
Por mediación del conde de Henao pronto se alcanzó una tregua y Juan II pudo reconciliarse con el rey de Francia. Esta alianza se rompió al iniciarse la guerra de los Cien Años, en la que Juan, impelido por los intereses comerciales de la industria pañera, floreciente en Bravante y estrechamente dependiente del comercio con Inglaterra, se puso del lado de Eduardo III.

## Descendencia y alianzas matrimoniales
Su participación en la guerra, con todo, fue menor, y más preocupado por la sucesión e integridad de su reino a su muerte, al no sobrevivirle más que tres hijas, a partir de 1340 se alejó de la alianza con Inglaterra y buscó alianzas matrimoniales que lo acercasen a Francia. Así casó a Juana (+1406), que le heredaría como duquesa de Brabante y de Limburgo, primero con Guillermo II de Henao, conde de Henao y de Holanda, y en segundas nupcias (1352) con Wenceslao I de Luxemburgo; a Margarita, segunda de sus hijas, con Luis II de Flandes, quien a la muerte de su suegro desencadenó la guerra contra Brabante tratando de apoderarse del ducado, y a la tercera, María, con Reinaldo, duque de Güeldres .
Además de estas tres hijas, con María de Évreaux tuvo tres hijos varones, muertos todos ellos prematuramente sin descendencia; según algunas fuentes, dejó también 17 hijos bastardos.
Murió el 5 de diciembre de 1355, tras tomar el hábito de la orden de San Bernardo y fue enterrado en la iglesia de la abadía cisterciense de Villers.